# حرف‌های خودمانی
حرف‌های خودمانی (به انگلیسی: Pillow Talk) فیلمی ۹۸ دقیقه‌ای به کارگردانی مایکل گوردون با بازی راک هادسن و ژاکلین بیر است.